# Andronic al V-lea Paleologul
Andronic al V-lea Paleologul (în greacă Ανδρόνικος Ε' Παλαιολόγος) (n. 1400, Constantinopol, Imperiul Roman de Răsărit – d. 1407, Salonic, Imperiul Roman de Răsărit) a fost co-împărat al Imperiului Bizantin împreună cu tatăl său Ioan al VII-lea Paleologul în timpul domniei împăratului bizantin Manuel al II-lea Paleologul.

## Viață
Andronic al V-lea Paleologul a fost singurul fiu cunoscut al împăratului Ioan al VII-lea Paleologul cu Irene Gattilusio, fiica lui Francesco al II-lea Gattilusio. În momentul nașterii sale, Ioan al VII-lea era regent al Imperiului Bizantin pentru unchiul său Manuel al II-lea Paleologul. La o dată necunoscută, probabil după ce tatăl său s-a stabilit în Salonic, Andronic al V-lea a fost proclamat co-împărat, probabil în 1403/1404 și a murit probabil în 1407, la 7 ani, locul său fiind preluat de tatăl său.   
Statutul imperial al lui Ioan al VII-lea și al lui Andronic al V-lea era pur onorific și nu au fost co-împărați cu drepturi depline (cu toate că Ioan al VII-lea a domnit ca împărat în 1390 și ca regent la Constantinopol între 1399 și 1403). 